# Kaepung-guyok
Kaepung-guyok (en chosŏn'gŭl : 개풍구역; hanja : 開豊區域) est un district de la ville spéciale de Kaesong en Corée du Nord. 
Le territoire actuelle du district est similaire au territoire de l'ancien comté de Kaepung avant l'abolition du comté de Panmun (ko) en novembre 2002. Cependant certaines zones qui faisaient partie de l'ancien comté de Kaepung avaient déjà été intégrées à la ville spéciale de Kaesŏng.
La région abrite les tombes royales du roi Kongmin et du roi Taejo (en) de la dynastie Goryeo.
L'acteur O Yeong-su, qui a joué le rôle de Oh Il-nam dans la série télévisée Squid Game, est né ici en 1944, lorsque l'ancien comté de Kaepung faisait partie de l'ancienne province du Gyeonggi, durant la Corée sous domination japonaise.

## Histoire
Faisant partie de la province nord-coréenne du Hwanghae du Nord depuis le 10 octobre 1954, l'ancien comté de Kaepung a été intégré à Kaesŏng en juin 1957, avant d'être réintégré à la province du Hwanghae du Nord en juin 2003. Cependant, ce comté a été aboli en septembre 2005 pour devenir Kaepung-guyok, qui est devenu un district de la ville spéciale de Kaesŏng en octobre 2019.

## Géographie
À l'est se trouvent la ville spéciale de Kaesŏng. Au nord se trouve le comté de Kumchon dans la province du Hwanghae du Nord. A l'ouest se trouve la rivière Ryesong avec le comté de Paechon (en) de l'autre coté, située dans la province du Hwanghae du Sud. Au sud, Paju et Gimpo se trouvent de l'autre côté de la DMZ, dans la province du Gyeonggi en Corée du Sud.
Son point culminant est le Songaksan (en coréen : 송악산 ; hanja : 松嶽山), haut de 490 mètres.

## Divisions administratives
Le comté est divisé en 2 dong (districts) et 14 ri (villages)
- Kaep'ung 1-dong 
 (개풍1동/開豊1洞)
- Kaep'ung 2-dong 
 (개풍2동/開豊2洞)
- Konam-ri 
 (고남리/古南里)
- Kwangsu-ri 
 (광수리/光水里)
- Namp'o-ri 
 (남포리/南浦里)
- Ryŏhyŏl-ri 
  (려현리/礪峴里)
- Muksal-ri 
 (묵산리/墨山里)
- Muksong-ri 
 (묵송리/墨松里)
- Sinsŏ-ri 
 (신서리/新西里)
- Sinsŏng-ri 
 (신성리/新聖里)
- Yŏngang-ri 
 (연강리/延江里)
- Osal-li 
 (오산리/五山里)
- P'ungdŏng-ri 
 (풍덕리/豊德里)
- Haep'yŏng-ri 
  (해평리/海坪里)
- Ŭip'o-ri 
 (의포리/義浦里)
- Oksal-ri 
 (옥산리/玉山里)

## Économie
L'économie de Kephung repose sur la culture des céréales et l'extraction du quartz.

## Éducation
Il existe des établissements d'enseignement secondaire et élémentaire, environ 20 collèges, 23 écoles élémentaires et 7 branches d'écoles élémentaires.

## Soins de santé
Le district comprend l'hôpital populaire de Kaepung ainsi qu'environ 10 autres établissements de santé.

## Transport
Le quartier est accessible par la voie publique depuis les communes voisines. Kaepung est desservie par les gares de Kaepung et de Ryohyŏn de la compagnie de chemin de fer nationale coréenne. Ces deux gares se trouvent sur la ligne P'yŏngbu.